# Communauté de communes du Pays de Brisach
Die Communauté de communes du Pays de Brisach ist ein ehemaliger französischer Gemeindeverband mit der Rechtsform einer Communauté de communes im Département Haut-Rhin in der Region Grand Est. Sie wurde am 17. Dezember 2009 gegründet und umfasste 22 Gemeinden. Der Verwaltungssitz befand sich im Ort Volgelsheim.
Namensgebend war das Pays de Brisach, elsässisch: Brisàcher Lànd. Dieses bezeichnet das Umland von Neuf-Brisach, da man im Elsass unter Brisach (wie Breisach sowohl auf Französisch als auch in den alemannischen Dialekten links und rechts des Rheins genannt wird) Neuf-Brisach versteht und Breisach am Rhein dagegen Vieux-Brisach bzw. Alt(e)-Brisach nennt.

## Historische Entwicklung
Der kommunale Verband bestand von 1964 bis 2009 als SIVOM du Pays de Brisach (Syndicat intercommunal à vocations multiples, etwa Interkommunaler Dachzweckverband).
Mit Wirkung vom 1. Januar 2017 fusionierte der Gemeindeverband mit der Communauté de communes Essor du Rhin und bildete so die Nachfolgeorganisation Communauté de communes Pays Rhin-Brisach.

## Ehemalige Mitgliedsgemeinden
1. Algolsheim
2. Appenwihr
3. Artzenheim
4. Balgau
5. Baltzenheim
6. Biesheim
7. Dessenheim
8. Durrenentzen
9. Geiswasser
10. Heiteren
11. Hettenschlag
12. Kunheim
13. Logelheim
14. Nambsheim
15. Neuf-Brisach
16. Obersaasheim
17. Urschenheim
18. Vogelgrun
19. Volgelsheim
20. Weckolsheim
21. Widensolen
22. Wolfgantzen